# Wright R-2600
Wright R-2600 Cyclone 14 (také nazývaný Twin Cyclone) byl americký hvězdicový motor vyvinutý společností Curtiss-Wright a široce používaný na letounech ve 30. a 40. letech 20. století.

## Historie
V roce 1935 zahájila společnost Curtiss-Wright práce na novém, výkonnějším motoru než byl R-1820 Cyclone. Vzhledem k značným rozměrům válců konstruktérům zbývala jediná cesta k zvýšení zdvihového objemu motoru (a tedy i k zvýšení výkonu), a to zvýšením počtu válců. Ty měly s motorem Cyclone stejné vrtání válců, ovšem byl zvolen kratší zdvih pístů — tím ovšem podobnost motorů R-2600 a R-1820 končila. Výsledkem byl motor R-2600 Twin Cyclone, který měl 14 válců uspořádaných do dvou hvězdic. Motory R-2600-3 (1600 hp) byly původně zamýšleny pro letoun C-46 Commando a byly i zastavěny do prototypu stroje, ale nakonec byly na tomto letounu používány výkonnější motory Pratt & Whitney R-2800-51 o 2000 hp (1491,4 kW). Motor R-2600 poháněl několik významných typů bojových letounů, které se zúčastnily 2. světové války. Patřily mezi ně bombardéry A-20 Havoc, B-25 Mitchell, TBF Avenger a SB2C Helldiver nebo létající člun PBM Mariner.
Ve výrobních závodech v Caldwell (New Jersey) a Cincinnati (Ohio) bylo nakonec postaveno více než 50 000 motorů Wright R-2600.

## Varianty
- R-2600-1 – 1500 hp (1118,55 kW)
- R-2600-3 – 1600 hp (1 193,1 kW)
- R-2600-8 – 1700 hp (1267,7 kW)
- R-2600-9 – 1700 hp (1267,7 kW)
- R-2600-11 (GR-2600-A71) – 1600 hp (1193,1 kW)
- R-2600-12 – 1700 hp (1267,7 kW)
- R-2600-13 – 1700 hp (1267,7 kW)
- R-2600-19 – 1750 hp (1305 kW)
- R-2600-20 – 1900 hp (1416,8 kW)
- R-2600-21 (GR-2600-A5B) – 1600 hp (1193,1 kW)
- R-2600-23 – 1600 hp (1193,1 kW)
- R-2600-29 – 1700 hp (1267,7 kW)
- GR-2600-C14 – 1900 hp (1416,8 kW)

## Použití
Motor byl používán u následujících letounů:
- Boeing 314
- Brewster SB2A Buccaneer
- Curtiss SB2C Helldiver
- Douglas A-20
- Douglas B-23 Dragon
- Grumman TBF Avenger
- Lioré et Olivier LeO 451
- Martin Baltimore
- Martin PBM Mariner
- Miles Monitor
- North American B-25 Mitchell
- Short Stirling Mk.II
- Vultee A-31 Vengeance

## Specifikace (GR-2600-C14BB)
Data pocházejí z publikace „Jane's Fighting Aircraft of World War II“.

### Technické údaje
- Typ: dvouhvězdicový čtrnáctiválcový přeplňovaný vzduchem chlazený letecký motor s reduktorem.
- Vrtání:  6 a 1/8 palce (cca 155,58 mm)
- Zdvih: 6 a 5/16 palce (cca 160,34 mm)
- Zdvihový objem: 42,671 l
- Kompresní poměr: 6,90
- Průměr: 1,397 m
- Délka: 1,576 m
- Hmotnost: 927,59 kg (jmenovitá hmotnost motoru, bez udání tolerancí)

### Součásti motoru
- Ventilový rozvod: OHV, dva ventily na válec, výfukový ventil chlazen sodíkem
- Přeplňování motoru zajišťuje jednostupňový dvourychlostní odstředivý (radiální) kompresor. Je poháněn přes dvourychlostní převodovku, převodové poměry 1÷7,06 a 1÷10,06. Průměr rotoru 11 palců (279,4 mm).
- Karburátor: spádový, Stromberg PR48A, umístěný před sacím hrdlem kompresoru; vybaven samočinnou regulací bohatosti směsi a automatickou výškovou kompenzací
- Mazání: tlakové oběžné, se suchou klikovou skříní, jedno tlakové a dvě odsávací zubová čerpadla
- Palivo: letecký benzín 100/130 Grade
- Chlazení: vzduchem chlazený motor
- Převod reduktoru: 16÷9 nebo 16÷7

### Výkony
- Vzletový:
  - 1900 hp (1416,8 kW) při 2800 ot/min
- Maximální na 1. převod kompresoru (v nominální výšce 975 metrů):
  - 1750 hp (1305 kW) při 2600 ot/min
- Maximální na 2. převod kompresoru (v nominální výšce 4572 metrů):
  - 1450 hp (1081 kW) při 2600 ot/min
- Poměr výkonu a zdvihového objemu: 31,82 kW/l
- Poměr hmotnost÷výkon: 0,654 kg/kW

#### Související vývoj
- Wright Cyclone – rodina motorů (rozcestník)
- Wright R-1300 Cyclone 7
- Wright R-1820 Cyclone 9
- Wright R-3350 Cyclone 18

#### Podobné motory
- BMW 801
- Bristol Hercules
- Pratt & Whitney R-2800
- Fiat A.74
- Gnome-Rhône 14N
- Micubiši Kinsei
- Nakadžima Sakae
- Švecov AŠ-82